# Jarl Vesete
Jarl Vesete (ou Véseti, m. 980) foi um víquingue dinamarquês e jarl da Boríngia, em finais do século X mencionado na Saga do Viquingue de Jomsburgo. Da sua relação com uma dama dinamarquesa de origem nobre, Hildegunne, nasceram os seus filhos, Sigurd Kappe e Búi, que se uniram à irmandade mercenária dos viquingues de Jomsburgo e confrontaram Haakon Jarl na batalha de Hjörungavágr em que Búi morreu. A sua filha Þórgunnr Vésetadóttir casou-se com Áki Tókason, filho de Palnatoke e desse relacionamento nasceu Vagn Åkesson que se tornou também um famoso viquingue de Jomsburgo.
Segundo Þorsteins saga Víkingssonar, Véseti era um víquingue de Halogalândia, Noruega, que pediu em casamento a filha do rei Hálogi chamada Eisa; o rei recusou e o casal fugiu para a ilha de Boríngia. O rei declarou que ambos fossem proscritos, desterrados para nunca mais regressarem à Noruega. Em Boríngia criaram a sua própria fazenda, onde viveram durante vários anos e tiveram dois filhos, Bui e Sigurdo. 